# Hebbes.be
Hebbes.be was een Vlaamse zoekertjeswebsite die op 23 maart 2002 opgericht werd. De website was eigendom van het onafhankelijke mediabedrijf Concentra, nu Mediahuis. In april 2018 stopte Hebbes.be met bestaan en werden de activiteiten verder gezet door Zimmo.be.
Er waren verschillende rubrieken op Hebbes.be. De rubriek immo omvatte het immobiliënaanbod van makelaars en notarissen. Op de site stonden huizen, appartementen en andere eigendommen die te koop of te huur waren, alsook commercieel vastgoed en nieuwbouwprojecten. Daarnaast waren er de rubrieken auto en motoren, waar zowel handelaars als particulieren een voertuig konden kopen en verkopen. Onder de rubriek vakantie vielen onder andere vakantiehuizen, hotelkamers, lastminutes en pakketreizen. De rubriek varia, ten slotte, omvatte andere zoekertjes, inclusief meubilair, boeken, kunst, kleding en verzamelwaar.
Het immo-aanbod van Hebbes was ook terug te vinden in het gratis Hebbes Immomagazine, waarvan er vijf regionale edities verschenen. Naast de website en het magazine waren er ook dagelijks Hebbes-pagina's terug te vinden in de Gazet van Antwerpen en Het Belang van Limburg. Op zaterdag werden de immo-, auto- en varia-zoekertjes gebundeld in de Hebbes-bijlage.
In 2014 koos Hebbes.be er voor om zich helemaal te richten op vastgoed.
Hebbes.be werd ook gebruikt als een van de merken voor de vastgoedpagina's van de krantentitels De Standaard, Het Nieuwsblad, Gazet van Antwerpen en Het Belang van Limburg, allemaal in de portefeuille van Mediahuis.
Midden april 2018 ging Hebbes.be uiteindelijk op in Zimmo.be.